# Ty Okada
Tyler Okada (Woodbury, 31 agosto 1998) è un giocatore di football americano statunitense che milita nel ruolo di safety per i Seattle Seahawks della National Football League (NFL).

## Carriera

### Seattle Seahawks
Okada firmò con i Seattle Seahawks il 12 maggio 2023 dopo non essere stato scelto nel Draft. Fu svincolato il 29 agosto 2023 dopo di che rifirmò con la squadra di allenamento. Fu promosso nel roster attivo il 18 novembre 2023. Fu nuovamente promosso nel roster attivo il 30 dicembre. La sua stagione da rookie si chiuse con un tackle in 5 presenze, nessuna delle quali come titolare.